# Kirk Sandall
Kirk Sandall är en ort i civil parish Barnby Dun with Kirk Sandall, i distriktet Doncaster i Storbritannien. Den ligger i grevskapet South Yorkshire och riksdelen England, i den sydöstra delen av landet, 240 km norr om huvudstaden London. Kirk Sandall ligger 12 meter över havet och antalet invånare är 13 572. Kirk Sandall var en civil parish fram till 1921 när blev den en del av Barnby Dun with Kirk Sandall. Civil parish hade 606 invånare år 1921. Byn nämndes i Domedagsboken (Domesday Book) år 1086, och kallades då Sandale/Sandalia/Sandalie.
Terrängen runt Kirk Sandall är mycket platt. Runt Kirk Sandall är det tätbefolkat, med 493 invånare per kvadratkilometer. Närmaste större samhälle är Doncaster, 6,0 km sydväst om Kirk Sandall. Trakten runt Kirk Sandall består till största delen av jordbruksmark.